# Koty mówią!
Koty mówią! (ang. Cats Can Talk) – brytyjsko-francuski film animowany z 2003 roku powstały na podstawie serialu Billy – kot.
Premiera filmu w Polsce miała miejsce 30 maja 2013 roku na kanale TVP1.

## Opis fabuły
Film opowiada o chłopcu imieniem Billy, który zostaje zamieniony w kota w ramach kary za znęcanie się nad zwierzętami. Teraz próbuje przekonać swojego czworonożnego przyjaciela, pana Huberta, że jest człowiekiem. Przy okazji wykorzystuje swoją wiedzę i inteligencję, aby uratować zwierzęta z opresji. Billy stawia czoła szalonemu naukowcowi, który sprawia, że koty zachowują się jak psy.

## Wersja polska
Opracowanie: Telewizja Polska Agencja Filmowa

W rolach głównych:
- Marcin Hycnar – Billy
- Marek Barbasiewicz – Pan Hubert
- Elżbieta Kijowska – Lukrecja Kotz

W pozostałych rolach:
- Agnieszka Kunikowska – Królewna
- Mateusz Lewandowski – gołąb Jumbo
- Sebastian Cybulski – Blackie
- Artur Pontek:
  - Delbert
  - Nick
- Grzegorz Wons – czarodziej
- Ryszard Olesiński – Ajax
- Anna Apostolakis – Ester
- Sławomir Pacek – Ramsej
- Janusz Zadura – Barch
- Tomasz Bednarek – Daffy
- Stanisław Zatłoka
- Dariusz Błażejewski
- Andrzej Gawroński
- Mieczysław Morański
- Paweł Szczesny
- Zbigniew Konopka
- Grzegorz Kwiecień

i inni
Lektor: Andrzej Bogusz